# 保田知宗
保田 知宗（やすだ ともむね）は、戦国時代から安土桃山時代にかけての武将。畠山氏、織田氏の家臣。紀伊国八幡山城主。

## 出自
保田氏は紀伊国有田郡保田庄を本拠とした国人。清和源氏の流れを汲み、はじめ安田氏を称したという。のち忠宗の代に保田庄を領したことから保田に改め、知宗の曾祖父・宗定の時、畠山氏に属して戦功を立てたとされる。長禄4年（1460年）には畠山氏の被官として保田弥四郎の名が見える（『大乗院寺社雑事記』）。

## 略歴
保田長宗（佐介、山城守）の子として生まれる。畠山氏の内衆は守護家畠山氏の内衆と守護代家遊佐氏の内衆とに分かれるが、父・長宗は守護家畠山氏系の内衆だった。永禄8年（1565年）の5月から6月に畠山政頼（秋高）が畠山氏の家督を継いだが、この年の10月、長宗は三宅智宣との連署で観心寺に禁制を発給しており、同年には知宗も政頼の取次として仕えていることが確認できる。
元亀4年（1573年）6月、将軍・足利義昭と織田信長が対立する中、畠山秋高が守護代・遊佐信教により殺害された。知宗はその後もしばらくは反信長方として高屋城に在住するが、翌天正2年（1574年）5月には織田信長に通じており、羽柴秀吉から遊佐盛を介して人質を求められている。この後、佐久間盛次の子・安政が知宗の婿となり保田姓を名乗っていることから、この時差し出した人質は知宗の娘と考えられる。同年10月、知宗は遊佐信教の籠る高屋城攻めに従事し、織田方となった根来寺との取次を務めた。天正4年（1576年）4月には大坂本願寺攻めに加わり（石山合戦）、同年5月3日、原田直政指揮による三津寺攻めにおいて知宗の子が討死している（「太田牛一旧記」）。安政が知宗の婿養子となったのはこの後とみられ、この頃より知宗に代わって「久六」（安政）が登場していることから、知宗から安政に代替わりしたとも考えられる。
また、本願寺との戦いにおいて、本願寺を攻略すれば残る敵城も自壊すると「やす田」が進言し、佐久間信盛・信栄父子がそれに連判して信長に報告したとの記述が、天正8年（1580年）8月に信長から信盛父子に出された折檻状にある。この「やす田」は安政ともされるが、知宗を指すとして、知宗が信盛の右腕として働いていたとする見方もある。折檻状からは「保田」に対し信長が激怒していたともうかがえ、信盛父子が高野山に蟄居した際、知宗と安政はそれに同行したとも推測される。
天正11年（1583年）4月、羽柴秀吉と柴田勝家による賤ヶ岳の戦いに際し、知宗は安政の叔父である勝家方として参戦、討死した。

## その後の保田氏
知宗の死後、同じく敗軍側であった養子・安政は紀伊国へと戻った。徳川家康・織田信雄と秀吉の間に起こった小牧・長久手の戦いでは家康・信雄方に属し、岸和田城を守る秀吉方の中村一氏としばしば交戦した。その後、弟の佐久間勝之とともに関東に赴いて北条氏政に仕え、秀吉による小田原征伐で北条氏が滅亡した後も秀吉に罪を問われることなく、蒲生氏郷へと仕えた。この際、保田氏から佐久間氏に復している。氏郷の死後は秀吉の直臣となるが、のちに徳川家康に仕えて江戸幕府体制下で大名となった。
これとは別に、高野山華王院の住職だった知宗の弟・繁宗が還俗し、保田氏の家督と紀伊保田庄の所領を継承している。繁宗は紀伊を領した羽柴秀吉の弟・秀長に仕えて大和国内で加増を受け、主家断絶後は秀吉に属し、繁宗の跡を継いだ則宗は徳川氏に仕えて江戸幕府旗本となった。3,500石の大身旗本だったが、数代後に跡継ぎが絶えて絶家となった。